# Леонид (Сенцов)
Архимандрит Леонид (в миру Михаил Иванович Сенцов; 1868, Рязань — 10 ноября 1918, Москва) — архимандрит Русской православной церкви, начальник Русской духовной миссии в Иерусалиме.

## Биография
Родился в 1868 году в Рязани в купеческой семье. Предков из духовного сословия Сенцов не имел. В Рязани же он окончил светское среднее образование, а затем поступил в Московское высшее техническое училище. Десять лет проработал инженером на Никольской мануфактуре Морозовых.
В 1898 году поступил (минуя семинарию) в Московскую духовную академию. Во время прохождения курса в академии пострижен в монашество с наречением имени Леонид, затем вскоре рукоположен во иеродиакона и иеромонаха.
По окончании академии в 1902 году со степенью магистранта был назначен смотрителем Заиконоспасского духовного училища в Москве.
16 апреля 1903 года назначен начальником Русской духовной миссии в Иерусалиме с возведением в сан архимандрита. Чин возведения совершил митрополит Московский Владимир (Богоявленский) в храме Христа Спасителя. 4 июня того же года архимандрит Леонид прибыл в Иерусалим.
При нем в 1907 году было начато строительство храма в честь святых праотцев на русском участке в Хевроне, в 1908 году приобретен участок на горе Кармил в Хайфе, где в 1913 году была освящена церковь в честь святого пророка Илии. В 1908 году архимандритом Леонидом был приобретён большой участок земли на побережье Галилейского моря с источником святой Марии Магдалины. Кроме этого, приобретались участки в Кане Галилейской, Назарете и других уголках Святой Земли. В 1910 году в Горненском монастыре началось сооружение собора, которое было прервано Первой мировой войной.
При архимандрите Леониде на русских участках продолжались археологические исследования. В Бет-Захарии, расположенном между Иерусалимом и Хевроном, были обнаружены развалины крупного христианского монастыря IV—V веков и раннехристианские катакомбы, в которых во время гонений собирались верующие для совместной молитвы. В русском участке в евангельской Тивериаде были обнаружены остатки городской набережной с колоннами, датируемые римским периодом.
В декабре 1914 года турецкие власти в Палестине распорядились всему русскому мужскому населению покинуть Святую Землю и выехать в Александрию. Начальник Миссии архимандрит Леонид (Сенцов), весь состав Миссии и старшие сёстры обителей были высланы из Палестины. Храмы были закрыты, а помещения Миссии, монастыри и паломнические приюты были заняты турецкими войсками.
В 1917 году отозван в Россию на Всероссийский поместный Собор, где он принимает участие в обсуждении многих вопросов миссионерского характера, и в особенности, тем, связанных с Русской духовной миссией в Иерусалиме.
Осенью 1918 года он заболел и 10 ноября того же года — скончался. Похоронен в Москве, могила не сохранилась.